# Station Herny
Station Herny is een spoorwegstation in de Franse gemeente Herny.

## Treindienst
| Serie     | Treinsoort | Route                                                                       | Bijzonderheden |
| --------- | ---------- | --------------------------------------------------------------------------- | -------------- |
| TER 23700 | TER (SNCF) | Metz-Ville – Rémilly – Herny – Faulquemont – Saint-Avold – Béning – Forbach |                |